# Politiek actiecomité

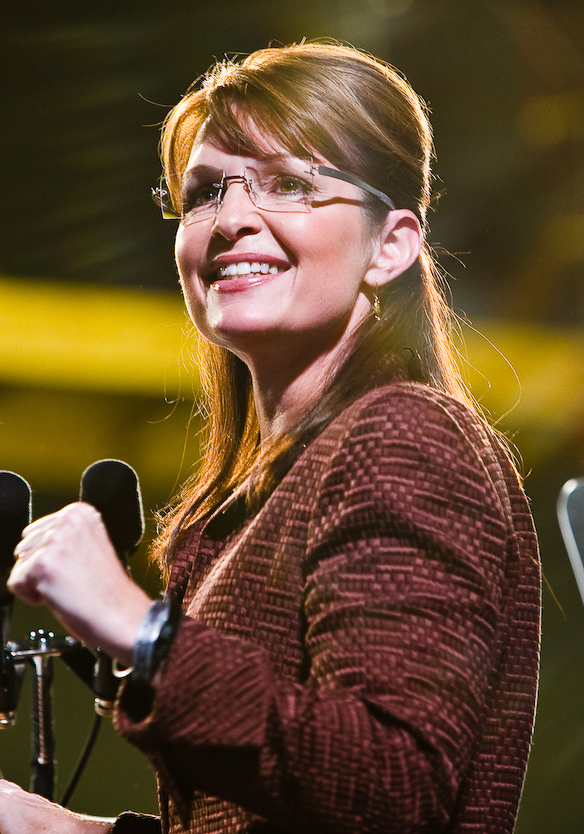
Sarah Palin richtte in 2009 een politiek actiecomité op genaamd SarahPAC

Een politiek actiecomité (Engels: Political Action Committee, PAC) is een lobbygroep in de Verenigde Staten die zich bezighoudt met het beïnvloeden van verkiezingen, wetgeving en andere politieke zaken. Naast belangengroepen richten ook politici politieke actiecomités op om hun inzameling van geld te organiseren. De Political Action Committees worden wettelijk gereguleerd door de staten en door de federale overheid. Op grond van de Federal Election Campaign Act uit 1971 wordt een organisatie als PAC gezien als zij meer dan duizend Amerikaanse dollar aan gelden ontvangt of uitgeeft met het doel een federale verkiezing te beïnvloeden.
Wanneer een belangengroep, vakbond of bedrijf wil bijdragen aan federale verkiezingskandidaten of partijen moet dat door middel van een politiek actiecomité. Geld inzamelen is alleen toegestaan onder een beperkte groep, bijvoorbeeld aandeelhouders van een bedrijf. Wie niet onder de beperkte groep valt, mag toch vaak bijdragen door middel van het ondersteunen van de administratie en het inzamelproces. Bijdragen zijn beperkt tot 5000 dollar per jaar per donateur.
Sinds 2010 is het mogelijk een Super PAC, officieel een independent-expenditure only committee, op te richten als gevolg van het Citizens United v. Federal Election Commission-arrest. Dat is een PAC die slechts "onafhankelijke uitgaven" mag doen, die dus niet afgestemd mogen worden met een federale verkiezingskandidaat of federale politieke partij. Donaties zijn niet beperkt. Dit werd mogelijk door twee rechterlijke uitspraken. Dit soort groepen mogen kandidaten ook direct aanvallen, wat in het verleden verboden was.